# Tony Martin (ator)
Tony Martin (São Francisco, 25 de dezembro de 1913 - West Hollywood, 30 de julho de 2012) foi um actor e cantor estadunidense.

## Biografia
Filho de imigrantes judeus poloneses, foi criado em Oakland, Califórnia, e aos dez anos, ganhou de presente um saxofone. Começou a se dedicar à música e sua primeira banda foi The Red Peppers..
Começou a fazer sucesso como cantor romântico em filmes musicais dos anos 30 aos anos 50. Foi vocalista em programas de rádio com George Burns e Gracie Allen. Lançou discos, participou de programas da televisão americana e se apresentou em casas noturnas nos Estados Unidos.
Em meados da década de 1930, Martin seguiu para Hollywood. Seu primeiro papel como cantor veio em 1936, no filme Sing, Baby, Sing, estrelado por Alice Faye, uma das maiores estrelas do estúdio Fox e sua futura primeira esposa. Ele ingressou na MGM em 1940, onde atuou ao lado de nomes como Lana Turner, Esther Williams e os Irmãos Marx.
Martin atuou em filmes como Follow the Fleet (1936), estrelado por Fred Astaire e Ginger Rogers e participação de Randolph Scott;The Farmer in the Dell (1936); Pigskin Parade (1936), com Judy Garland; The Holy Terror (1937); Ali Baba Goes to Town (1937); Music in My Heart (1940), filme estrelado com Rita Hayworth e indicado ao Oscar de Melhor Canção Original por It's a Blue World, interpretada por Tony Martin; The Big Store (1941), onde contracenou com os irmãos Marx; Clash by Night (1952) estrelado por Barbara Stanwyck e Marilyn Monroe; e Hit the Deck (1955), onde contracenou com  Jane Powell e Debbie Reynolds. Seu último filme foi em Dear Mr. Wonderful. Como cantor, sua carreira durou mais de setenta anos, até 2009.
Tony Martin morreu aos 98 anos, de causas naturais, segundo a agência de notícias Associated Press. Martin foi enterrado no cemitério Hillside Memorial Park em Culver City, Califórnia.

### Vida pessoal

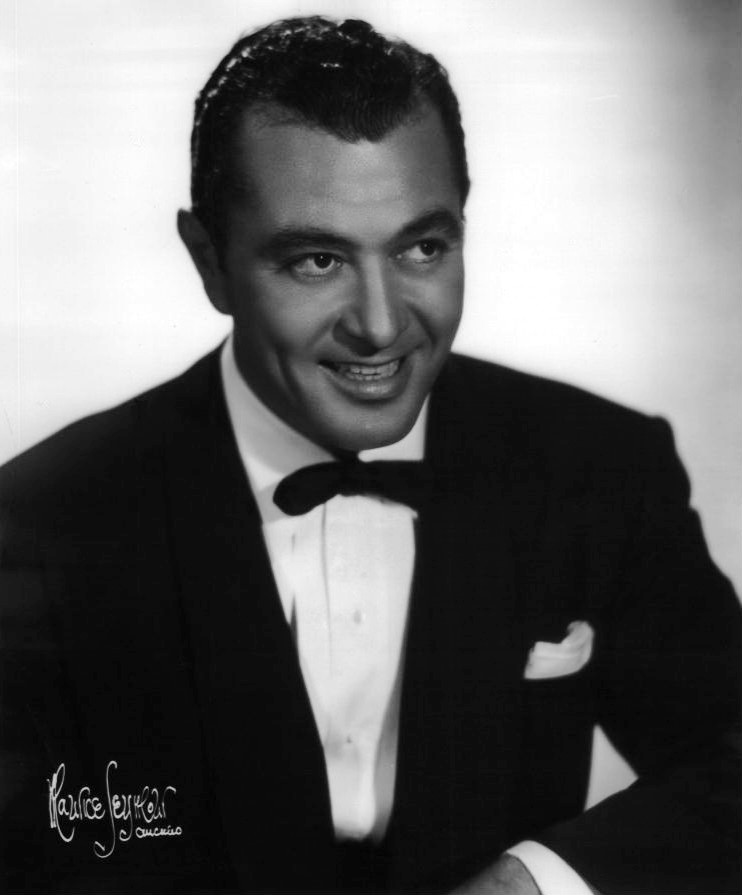
Tony Martin em 1953

Tony Martin se casou em 1937 com Alice Faye, de quem se divorciou em 1941. Em 1948, casou-se com Cyd Charisse, e o casamento durou sessenta anos, até a morte de Charisse em 2008. Martin adotou o filho do primeiro casamento de Charisse, Nico Finklea Charisse (1942-2019). Eles tiveram um filho juntos, o cantor Tony Martin Jr. (1950 - 2011), que faleceu aos sessenta anos em 2011, uma ano antes de seu pai.

## Filmografia
- Follow the Fleet (1936)
- The Farmer in the Dell (1936)
- Murder on a Bridle Path (1936)
- The Witness Chair (1936) (cenas cortadas)
- Poor Little Rich Girl (1936)
- Back to Nature (1936)
- Sing, Baby, Sing (1936)
- Pigskin Parade (1936)
- Banjo on My Knee (1936)
- The Holy Terror (1937)
- Sing and Be Happy (1937)
- You Can't Have Everything (1937)
- Life Begins in College (1937)
- Ali Baba Goes to Town (1937)
- Sally, Irene and Mary (1938)
- Kentucky Moonshine (1938)
- Up the River (1938)
- Thanks for Everything (1938)
- Winner Take All (1939)
- Music in My Heart (1940)
- Ziegfeld Girl (1941)
- The Big Store (1941)
- Till the Clouds Roll By (1946)
- Casbah (1948)
- Hollywood Goes to Bat (1950) (curta metragem)
- Two Tickets to Broadway (1951)
- Clash by Night (1952) (Cameo)
- Here Come the Girls (1953)
- Easy to Love (1953)
- Deep in My Heart (1954)
- Hit the Deck (1955)
- Meet Me in Las Vegas (1956) (Cameo)
- Quincannon - Frontier Scout (1956)
- Let's Be Happy (1957)
- Dear Mr. Wonderful (1982) (Cameo)